# Linospadix caninus
Linospadix caninus là loài thực vật có hoa thuộc họ Arecaceae. Loài này được (Becc.) Burret mô tả khoa học đầu tiên năm 1935.